# Большекошинское сельское поселение
Большеко́шинское се́льское поселе́ние — муниципальное образование в составе Селижаровкого района Тверской области. На территории поселения находятся 26 населенных пунктов.
Центр поселения — деревня Большая Коша.
Образовано в 2005 году, включило в себя территорию Большекошинского и Киселевского сельских округов. Законом Тверской области от 17 апреля 2017 года было упразднено Елецкое сельское поселение, включённое в Большекошинское сельское поселение

## Географические данные
- Общая площадь: 242,1 км²
- Нахождение: восточная часть Селижаровского района
  - Граничит:
    - на севере — с Березугским СП
    - на северо-востоке — с Кувшиновским районом, Сокольническое СП
    - на востоке — со Старицким районом, Орешкинское СП
    - на юге — с Елецким СП
    - на юго-западе — с Оковецким СП
    - на северо-западе — с Талицким СП.

Юго-западной границей поселения является река Волга, южной — река Малая Коша, основная река — Большая Коша.
Поселение пересекает автодорога «Ржев—Селижарово—Осташков».

## Население
На 01.01.2008 — 664 человека.  По переписи 2010 — 479 человек.

## Населенные пункты
На территории поселения находятся следующие населённые пункты:
| №  | Тип нп | Название         | Население (2008 год) |
| -- | ------ | ---------------- | -------------------- |
| 1  | дер.   | Большая Коша     | 332                  |
| 2  | дер.   | Большое Коньшино | 0                    |
| 3  | дер.   | Большой Рог      | 5                    |
| 4  | дер.   | Вышегород        | 6                    |
| 5  | дер.   | Заря             | 0                    |
| 6  | дер.   | Иванково         | 2                    |
| 7  | дер.   | Козлово          | 5                    |
| 8  | дер.   | Кудрявцево       | 1                    |
| 9  | дер.   | Лошаково         | 19                   |
| 10 | дер.   | Никоново         | 3                    |
| 11 | дер.   | Пьянково         | 0                    |
| 12 | дер.   | Соколово         | 14                   |
| 13 | дер.   | Тростино         | 2                    |
| 14 | дер.   | Черное Дмитрово  | 0                    |
| 15 | дер.   | Юшино            | 15                   |
| 16 | дер.   | Выпрягово        | 9                    |
| 17 | дер.   | Гафидово         | 4                    |
| 18 | дер.   | Зажогино         | 13                   |
| 19 | дер.   | Ильино           | 6                    |
| 20 | дер.   | Киселёво         | 211                  |
| 21 | дер.   | Литвиново        | 1                    |
| 22 | дер.   | Лосево           | 3                    |
| 23 | дер.   | Макарово         | 2                    |
| 24 | дер.   | Перхово          | 0                    |
| 25 | дер.   | Татариново       | 8                    |
| 26 | дер.   | Черногубово      | 3                    |

### Бывшие населенные пункты
В 1998 году исключены из учетных данных деревни Алешово, Васильево, Карпово, Косандрово, Пестово и Прасолово.

## История
С образованием в 1796 году Тверской губернии территория поселения вошла в Осташковский уезд.
В 1940-50-е годы на территории поселения существовали Большекошинский, Молотовский(Киселевский) и Пестовский(Гафидовский) сельсоветы Кировского района Калининской области.

## Известные люди
В ныне не существующей деревне Князево родился Герой Советского Союза Михаил Арсентьевич Зашибалов.
В деревне Лосево родился Герой Советского Союза Фёдор Сергеевич Вознесенский.